# Walter Joachim
Pour les articles homonymes, voir Joachim.
Walter Joachim (né à Düsseldorf le 5 mai 1912, et mort à Montréal le 20 décembre 2001) est un violoncelliste soliste, chambriste et professeur de musique québécois. Il est le frère du compositeur Otto Joachim.
Il arrive au Canada en 1952 et entre dans l'Orchestre symphonique de Montréal en 1953, où il devient rapidement violoncelle solo - il le restera jusqu'à sa retraite en 1979; il fait aussi partie de l'Orchestre de chambre McGill. En plus de nombreux récitals à la radio et à la télévision de la Société Radio-Canada, il a été cofondateur et membre du Quatuor à cordes de Montréal. Au début des années 1980, l'apparition de la maladie de Parkinson le pousse à se concentrer sur l'enseignement. On compte parmi ses élèves plus de 30 violoncellistes professionnels œuvrant au Canada et à l'étranger, dont Denis Brott, Guy Fouquet (nommé successeur de Walter Joachim à l'OSM en 1979), Hélène Gagné, Marcel Saint-Cyr, Julie Trudeau et Sophie Rolland. Joachim enseigne au Conservatoire de musique de Montréal pendant plus de 25 ans (1952-1979).
En 1992, il est nommé chevalier de l'Ordre du Québec et membre de l'Ordre du Canada. Il reçoit le prix Denise-Pelletier du Québec en 1995.

## Honneurs
- 1992 - Chevalier de l'Ordre national du Québec
- 1992 - Ordre du Canada
- 1995 - Prix Denise-Pelletier